# Владислав Лозинський
Володислав Лозинський, або Лозінський гербу Любич (пол. Władysław Łoziński) (29 травня 1843, с. Опори, нині Дрогобицький район — 21 травня 1913, Львів) — польський історик, дослідник культури, мистецтвознавець, журналіст, публіцист, письменник (псевдоніми Wojtek ze Smolnicy, Władysław Lubicz), колекціонер творів мистецтва, науковий секретар Оссоленіуму, шляхтич, політик-консерватор. Посол Райхсрату Австро-Угорщини. 
Старший брат Броніслава Лозінського.

## Біографія
Народився в сім'ї дрібного шляхтича Валеріана Лозинського (пол. Walery Łoziński; пом. 1890, спочатку державець і мандатор (зокрема, у Торгановичах — маєтку А. Созанського), після 1846 року поштмістр у Смільниці) і його дружини Юлії з Левицьких. Його братами були правник та історик Броніслав, письменник Валери (1837—1861), який помер внаслідок поранення на поєдинку, а кузинами історик Кароль Шайноха (1818—1861) і геолог Владислав Шайноха (1857—1928). Був одружений з Ядвигою Старорипінською (1844—1918).
Владислав Лозинський протягом 1862—1868 років навчався у Львівському університеті. Перші півроку вивчав право, а пізніше історію та філологію. Працював редактором ряду видань — «Dzwonek» (1864–1866), Gazeta Lwowska (головний редактор 1873—1883), «Dziennik Literacki», «Przegląd Powszechny», «Gwiazdka Cieszyńska». 1871 року влаштувався працювати в Закладі Оссолінських. Ставши невдовзі його першим науковим секретарем. Пропрацював на цій посаді до 1873 року. У 1889—1898 роках очолював Гроно консерваторів Східної Галичини. Був віце-президентом Історичного товариства, головою Товариства Шанувальників Мистецтв, членом Академії знань (з 1890) та Народознавчого товариства. Від 1900 — почесний доктор філософії Львівського університету. Входив до складу журі конкурсу на проект пам'ятника Анджею Потоцькому у Львові (1910). Обирався депутатом Райхсрату від округу Турка — Бориня, до палати сенаторів (нім. Herrenhaus) від округу Перемишль — Городок. 1902 року став довічним членом Палати панів. Почесний громадянин Львова (1907).
Зібрав колекцію творів мистецтва, яка налічувала 1200 одиниць і містилась у палаці на вулиці Оссолінських (тепер вулиця Стефаника), 3. 1892 року зробив дар з 12 гравюр, 2 печаток цехів новоствореному історичному музею Львова. 1897 року видав каталог власної колекції. Ще за життя Лозинський власну колекцію картин та мистецьких пам'яток разом з будинком заповів громаді міста Львова. Наступного, 1914 року, у будинку урочисто відкрили Міську картинну галерею (нині — Львівська національна галерея мистецтв імені Бориса Возницького).

Номерна табличка з буд. № 10 по вулиці Владислава Лозінського

Помер 21 травня 1913 року у Львові. Похований у родинному гробівці на Личаківському цвинтарі, поле № 57. Дітей не мав. Спадкоємцями стали небіж Валерій Володислав Даніель Лозинський (син брата Броніслава), дружина та сестри. Колекція творів, пов'язана з Польщею за заповітом перейшла гміні Львова. Твори закордонного мистецтва гміна викупила у спадкоємця 1914 року разом із палацом. 1929 року гміна видала каталог колекції. Сучасна вулиця Білозіра у Львові 1913 року була перейменована на його честь. Дружина загинула 1918 року у Львові під час листопадових боїв.

## Праці
- Pierwsi Galicjanie: powieść z przeszłości. — Lwów: Gubrynowicz i Schmidt, 1867.
- Złotnictwo lwowskie w dawnych wiekach: 1384—1640. — Lwów: Gubrynowicz i Schmidt, 1889.
- Sztuka lwowska w XVI i XVII wieku: architektura i rzeźba, 1898 — найвідоміша праця серед творів В. Лозинського (видана також у 1901 році; рисунки і світлини до книги виконали Ян Тарчалович, Міхал Ковальчук, Юліан Макаревич, Ян Сас-Зубжицький та інші[11])
- Prawem i lewem. Obyczaje na Czerwonej Rusi w pierwszej połowie XVII wieku (T. 1, 1903; T. 2, 1904).
- Życie polskie w dawnych wiekach, 1907.
- Patrycyat i mieszczaństwo lwowskie w XVI i XVII wieku. — Lwów: Gubrynowicz i Schmidt, 1890 — праця про історію родів львівських патрицій в епоху розквіту Львова (XVI-XVII ст.) (Lwów: Księgarnia H. Altenberga, 1902. — 434 s.)
- «Око пророка» — історична повість про Львів XVII століття[12].